# Alan Heusaff
Alan Heusaff (Saint-Yvi, 1921 - Dublín, 1999) fou un lingüista i polític bretó. La seva família era originària de La Forêt-Fouesnant. Estudià a l'Escola Normal de Quimper per a treballar de mestre, però el 1938 es va unir al Partit Nacional Bretó. Ell i Alan Louarn foren reclutats per Celestin Lainé per a formar part de la milícia paramilitar Kadervenn, que aplegava els antics militants del grup Gwenn ha Du. El 1938 participà en les maniobres secretes que va fer a Lanvaux, al centre de Bretanya.
Des del 1941 va escriure articles a les revistes a l'Heure Bretonne i Arvor amb Yann Ar Beg. Durant la Segona Guerra Mundial es va allistar a la Bagadoù Stourm, servei d'ordre del PNB, dirigit per Yann Goulet, i des del 1943 formà part de la Bezen Perrot, organització creada per Lainé i lligada al Sicherheitsdienst. Va participar en alguna acció contra la Resistència francesa, en la qual fou ferit en combat en un xoc el juny de 1944 és dut a l'hospital per la població local. D'allà va ser traslaldat a un hospital d'Alsàcia on va restar fins acabada la guerra. Una vegada donat d'alta de les ferides va viure a Alemanya, i d'ací, gràcies a alguns amics gal·lesos del Plaid Cymru, es va establir a Irlanda. El 1950 va reiniciar els seus estudis a la Universitat de Dublín i trobà feina al servei d'aeronàutica irlandesa. Es casà amb Bríd Ní Dhochartaigh de Donegal el 1953. Ha tingut sis fills.
El 1959 va fundar amb Yann Fouéré la revista Breton News per tal d'aplegar als nacionalistes bretons exiliats. El 1961, amb Yann Fouéré, Gwynfor Evans i J. E. Jones, respectivament president i secretari general de Plaid Cymru, fundaren a l'illa de Rhos (Gal·les, la Lliga Cèltica, moviment que volia representar els diferents partits nacionalistes de les regions cèltiques. El 1972 Breton News canvià el nom per Carn, i esdevé òrgan oficial de la Lliga Cèltica, de la que en fou nomenat secretari general (1961-1985) i posteriorment responsable de la secció internacional. El 1988 va tornar un cop a Bretanya, per tal d'escampar les cendres de Celestin Lainé al camp de batalla de Saint-Aubin-du-Cormier.
El 1967 França l'amnistia junt amb altres militants però li prohibeix visitar Penn-ar-Bed. El mateix any torna a Bretanya una temporada sense poder anar al departament natal. A principis dels 1970 pot tornar a entrar a Penn-ar-Bed. El 1986 reb el premi Gradam An Phiarsaigh, premi anual Pearse de mans del president d'Irlanda, pel seu treball. El Gorsedd gal·lès l'escull bard d'honor el 1987. El 1993 va rebre el Premi Xavier de Langlais per la seva obra. Va traduir al bretó Així va parlar Zarathustra de Friedrich Wilhelm Nietzsche i ha compost diverses gramàtiques i estudis lingüístics, com el diccionari Geriaoueg Sant-Ivi, publicat entre 1962 i 1973 a Hor Yezh, que el va aplegar en un sol volum el 1996. També fou esmenat com un dels principals contribuïdors al diccionari publicat per An Here, tot i les protestes suscitades pel seu passat.

## Publicacions
- Geriaoueg Sant-Ivi : Kernev-Izel. Lesneven: Hor Yezh, 1996. Diccionari de dialecte baix-cornuallès.
- Kevrinad dulenn (amb Seamas Mac Annaidh). Institut Cultural de Bretanya - Rennes. 1996.